# Miguel Sebastián
Pour les articles homonymes, voir Sebastian et Gascon (homonymie).
Miguel Sebastián Gascón, né le 13 mai 1957 à Madrid, est un économiste et homme politique espagnol, ancien ministre de l'Industrie, du Tourisme et du Commerce, de 2008 à 2011.

## Biographie

### Formation et parcours d'économiste
Après avoir obtenu une licence de sciences économiques à l'université complutense de Madrid, il passe avec succès deux doctorats d'économie, le premier à l'université du Minnesota et l'autre à l'université Complutense. Il commence par travailler à la direction générale de la Planification du ministère de l'Économie et des Finances espagnol, avant d'être recruté par le service des études de la Banque d'Espagne.
Professeur des fondements d'analyse économique de l'université Complutense, il intègre la Banco Bilbao Vizcaya (BBV), qui devient Banco Bilbao Vizcaya Argentaria (BBVA) en 1999, et dont il est nommé sous-directeur général et directeur du service des études. Il produit alors plusieurs rapports critiques de la politique économique menée à l'époque par Rodrigo Rato. Il finit par quitter l'institution en 2003.
Il a en outre été directeur adjoint de la revue Moneda y Crédito et a participé au comité scientifique de plusieurs fondations à caractère économique.

### Un proche collaborateur de Zapatero
En 2003, il est recruté dans l'équipe économique de José Luis Rodríguez Zapatero, secrétaire général du Parti socialiste ouvrier espagnol (PSOE). Devenu coordinateur du programme économique socialiste pour les élections générales du 14 mars 2004, il défend l'instauration d'un taux unique pour l'impôt sur le revenu, ainsi que la réduction simultanée des déficits publics et de la pression fiscale.
Environ cinq semaines après le scrutin, marqué par la victoire du PSOE, le 19 avril, et après avoir refusé de devenir ministre de l'Économie et des Finances, il est nommé directeur du bureau économique du président du gouvernement (OEPG). Il est assisté de Carlos Mulas au poste de sous-directeur.

### L'échec aux municipales de 2007
Le 25 octobre 2006, sur décision de Zapatero, il est investi candidat du Parti socialiste de Madrid-PSOE à la mairie de Madrid, contre le conservateur sortant, Alberto Ruiz-Gallardón, après le refus exprimé par l'ancien ministre et dirigeant régional, José Bono. À l'issue d'une mauvaise campagne, il est défait par Gallardón et obtient un mauvais résultat avec seulement dix-huit conseillers municipaux, soit trois moins que Trinidad Jiménez en 2003. Le 31 mai, quatre jours seulement après la tenue du scrutin, il renonce à siéger au conseil municipal et retourne à la vie universitaire.

### Ministre de l'Industrie
Il revient cependant dans le jeu politique le 14 avril 2008, en devenant ministre de l'Industrie, du Tourisme et du Commerce dans le nouveau gouvernement formé par Zapatero après les élections générales du 9 mars, et dans lequel il est parvenu à placer deux femmes de confiance, Beatriz Corredor et Cristina Garmendia. Son opposition avec le ministre de l'Économie, Pedro Solbes, qui date de l'époque où il dirigeait le bureau économique de la présidence, conduit celui-ci à faire une mise au point sur son autorité dès son entrée en fonction. À la suite des élections générales anticipées du 20 novembre 2011, il est remplacé par José Manuel Soria, tandis que Luis de Guindos récupère les compétences en matière commerciale.